# Kati Murutar

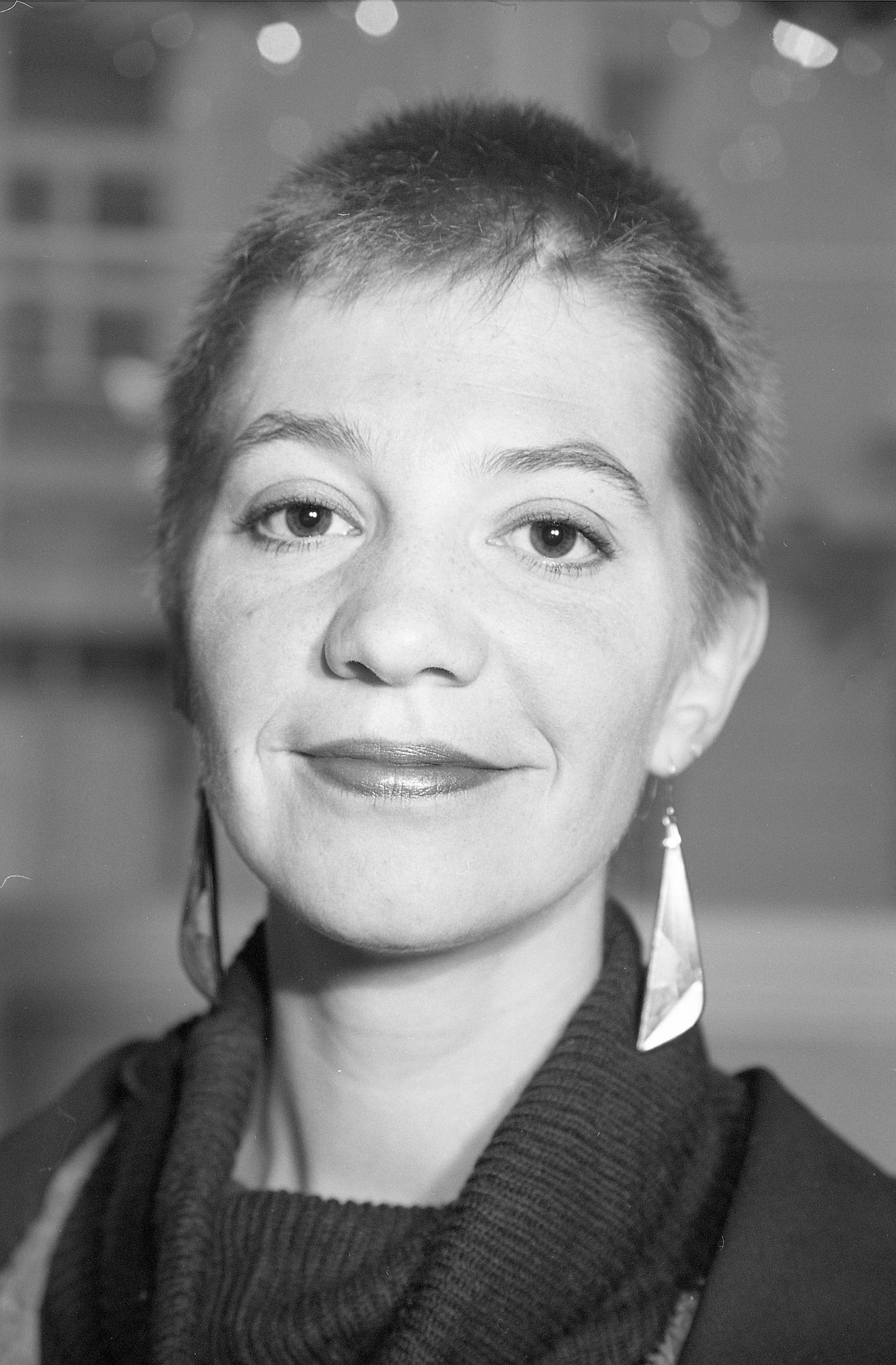
Kati Murutar (1998)

Kati Murutar (geb. Kati Vasar, 2010–2011 Kati Murdmaa, seit 2011 Kati Vatmann; * 21. März 1967 in Tallinn) ist eine estnische Schriftstellerin, Journalistin und Drehbuchautorin.

## Leben
Kati Murutar ging von 1974 bis 1985 in Pärnu zur Schule und genoss zusätzlich eine Kunst- und Ballettausbildung. Danach studierte sie von 1985 bis 1990 an der Universität Tartu Journalistik. Anschließend arbeitete sie zunächst als Journalistin bei verschiedenen Zeitungen, später auch bei Rundfunk und Fernsehen. Murutar ist außerdem als Verlegerin tätig.
Kati Murutar ist seit 1995 Mitglied des Estnischen Schriftstellerverbandes.

## Werk
Nach ersten schriftstellerischen Versuchen als Schülerin in Pärnu landete die 25-Jährige mit ihrem Debütroman Als Frau geboren 1992 ihren ersten großen Erfolg. In dem Buch „wurde in bisher ungekannter Offenheit vom Leben junger Frauen im studentischen Milieu berichtet“, wobei in „streckenweise drastischer Umgangssprache […] ein Einblick in ihre Lebensverhältnisse, Beziehungsgeschichten, Wünsche und Träume gegeben“ wurde. Die Kritik lobte den „großen Wortschatz“ und die „ausdrucksstarken Dialoge“. Damit wurde das Buch, das noch in der Zeit der Singenden Revolution spielt, zu einem Meilenstein der zensurfreien Literatur nach der Wiedererlangung der Unabhängigkeit 1991. Wegen seines stellenweise reportagenhaften Charakters, worauf bereits die zeitgenössische Kritik verwies, ist der Roman in der späteren Literaturgeschichte jedoch zurückhaltender bewertet worden. Auch einige ihrer späteren Bücher stießen auf sehr harsche Kritik.
In Murutars weiteren Werken stehen meist Frauen im Mittelpunkt, „deren Wesen und Selbstbewußtsein von der Okkupationszeit und den mit der Wiedererlangung der Unabhängigkeit einhergehenden Krisen wesentlich geprägt sind.“ Dabei kann die Perspektive aber auch die eines neugeborenen Kindes (wie in Ich selbst doch!, 1993) oder eines Ehemanns (Hilflos, 1995) sein. Im Roman Hilflos beschreibt die Autorin das Leben und Liebesleben einer durch einen Autounfall blind und taub gewordene Geschäftsfrau.
Kati Murutar schrieb 1995–1996 das Drehbuch für die von Astrid Reinla initiierte, überaus erfolgreiche estnische Fernsehserie Õnne 13, die bis heute läuft. Später wurde das Drehbuch u. a. von Teet Kallas und Urmas Lennuk fortgeführt, seit 2014 ist Andra Teede die Autorin. Aus Murutars Drehbüchern sind drei Bände mit Geschichten aus der Glücksstraße hervorgegangen.

## Bibliographie
- Naisena sündinud ('Als Frau geboren'). Pärnu: Perona 1992. 214 S.
- Kati Jututar 1983 1993 ('Plaudertasche Kati 1983–1993'). Tartu: Elmatar 1993. 79 S.
- Mina ise ju! ('Ich selbst doch!'). Tartu: Elmatar 1993. 253 S.
- Abitu ('Hilflos'). Tallinn: Faatum 1995. 236 S. (Faatumi romaanivõistlus)
- Õnne tänava lood I ('Geschichten aus der Glücksstraße I'). Tartu: Elmatar 1997. 190 S.
- Õnne tänava lood II ('Geschichten aus der Glücksstraße II'). Tartu: Elmatar 1997. 254 S.
- Õnne tänava lood III ('Geschichten aus der Glücksstraße III'). Tartu: Elmatar 1997. 174 S.
- Mustlasena sündinud ('Als Zigeunerin geboren'). Tartu: Elmatar 1999. 256 S
- Ettevaatust, Emma! ('Vorsicht, Emma!') Tallinn: Vastus 2002. 179 S.
- Igavestel alleedel ('Auf ewigen Alleen'). Tallinn: Ilo 2003. 421 S.
- Vabade kätega Isadora ('Isadora mit den freien Händen'). Tallinn: Ilo 2003. 421 S.
- Jalgadest hingeni Marlene ('Von den Füßen bis zur Seele Marlene'). Tallinn: Ilo 2003. 421 S.
- Puugid kuubis ('Holzböcke im Würfel'). Tallinn: Vastus 2004. 175 S.
- Kümme neegrit Katjušaga ('Zehn Neger mit Katjuscha'). Tartu: Elmatar 2004. 231 S.
- Kuhu kuningad kadusid ('Wohin die Könige verschwanden') (gemeinsam mit Jaan Tätte) Tartu: Elmatar 2005. 95 S.
- Džungliseaduste vangid ('Gefangene des Gesetzes des Dschungels'). Tartu: Elmatar 2005. 462 S.
- Eedeni aed ('Der Garten Eden'). Tallinn: Eesti Ekspress 2007. 256 S.
- Viimnekuu. Viienda lapse ootamise viimase kuu päevik ('Der letzte Monat. Tagebuch vom letzten Monat der fünften Schwangerschaft'). Tallinn: Ühinenud Ajakirjad 2007. 222 S.
- … ja mere ääres väike maja ('… und ein kleines Haus am Meer'). Tallinn: Ajakirjade Kirjastus 2009. 206 S.
- Talv Eedenis. 1. osa ('Winter in Eden. 1. Teil'). Tallinn: Stella Borealis 2010. 256 S.
- Projektilaps Pärnust ('Ein Projektkind aus Pärnu'). Tartu: Petrone Print 2011. 200 S.

## Sekundärliteratur
- Holger Kaints: Vabaneda vabanemisest, in: Looming 1/1993, S. 120–121.
- Olev Remsu: Feministid rõõmustavad, in Vikerkaar 2/1993, S. 87–88.
- Eve Annuk: Kui raske on olla ema…, in: Vikerkaar 4/1994, S. 87–88.
- Kati Murutar: Was ich schreibe, wie ich schreibe, in: Estonia 1/1995, S. 27–31.
- Ott Raun: Naiste maailm, in: Looming 12/1995, S. 1712–1714.
- Veiko Märka: Tort ja selle läbinätsutus, in: Looming 8/1999, S. 1260–1263.
- Fagira D. Morti: Mõtlemisvõimetud tegutsevad, in: Vikerkaar 11-12/2002, S. 156–159.